# Lijst van voetbalinterlands Filipijnen - Thailand
Deze lijst van voetbalinterlands is een overzicht van alle officiële voetbalwedstrijden tussen de nationale teams van de Filipijnen en Thailand. De landen hebben tot nu toe 26 keer tegen elkaar gespeeld. De eerste ontmoeting, een vriendschappelijke wedstrijd, vond plaats op 21 augustus 1971 in Kuala Lumpur (Maleisië). De laatste wedstrijd, een halve finale van de Zuidoost-Azië Cup 2024, vond plaats op 30 december 2024 in Bangkok.

## Wedstrijden
| №  | Plaats              | Datum            | Competitie                      | Wedstrijd             | Uitslag |
| -- | ------------------- | ---------------- | ------------------------------- | --------------------- | ------- |
| 1  | Kuala Lumpur        | 21 augustus 1971 | Vriendschappelijk               | Thailand − Filipijnen | 1 − 3   |
| 2  | Singapore           | 24 augustus 1971 | Vriendschappelijk               | Thailand − Filipijnen | 1 − 0   |
| 3  | Jakarta             | 5 juni 1972      | Vriendschappelijk               | Thailand − Filipijnen | 0 − 1   |
| 4  | Kuala Lumpur        | 10 augustus 1972 | Vriendschappelijk               | Thailand − Filipijnen | 4 − 0   |
| 5  | Bangkok             | 4 mei 1982       | Vriendschappelijk               | Thailand − Filipijnen | 2 − 0   |
| 6  | Jakarta             | 9 augustus 1984  | Vriendschappelijk               | Filipijnen − Thailand | 0 − 3   |
| 7  | Bangkok             | 12 december 1985 | Zuidoost-Aziatische Spelen 1985 | Filipijnen − Thailand | 0 − 7   |
| 8  | Manilla             | 2 december 1991  | Zuidoost-Aziatische Spelen 1991 | Filipijnen − Thailand | 2 − 6   |
| 9  | Singapore           | 2 september 1996 | Zuidoost-Azië Cup 1996          | Filipijnen − Thailand | 0 − 5   |
| 10 | Ho Chi Minhstad     | 29 augustus 1998 | Zuidoost-Azië Cup 1998          | Thailand − Filipijnen | 3 − 1   |
| 11 | Bandar Seri Begawan | 30 juli 1999     | Zuidoost-Aziatische Spelen 1999 | Thailand − Filipijnen | 9 − 0   |
| 12 | Chiang Mai          | 12 november 2000 | Zuidoost-Azië Cup 2000          | Filipijnen − Thailand | 0 − 2   |
| 13 | Shah Alam           | 16 december 2004 | Zuidoost-Azië Cup 2004          | Thailand − Filipijnen | 3 − 1   |
| 14 | Chonburi            | 26 maart 2006    | Vriendschappelijk               | Thailand − Filipijnen | 5 − 0   |
| 15 | Bangkok             | 12 januari 2007  | Zuidoost-Azië Cup 2007          | Thailand − Filipijnen | 4 − 0   |
| 16 | Bangkok             | 24 november 2012 | Zuidoost-Azië Cup 2012          | Thailand − Filipijnen | 2 − 1   |
| 17 | Nakhon Ratchasima   | 9 november 2014  | Vriendschappelijk               | Thailand − Filipijnen | 3 − 0   |
| 18 | Manilla             | 6 december 2014  | Zuidoost-Azië Cup 2014          | Filipijnen − Thailand | 0 − 0   |
| 19 | Bangkok             | 10 december 2014 | Zuidoost-Azië Cup 2014          | Thailand − Filipijnen | 3 − 0   |
| 20 | Bocaue              | 25 november 2016 | Zuidoost-Azië Cup 2016          | Filipijnen − Thailand | 0 − 1   |
| 21 | Bacolod             | 21 november 2018 | Zuidoost-Azië Cup 2018          | Filipijnen − Thailand | 1 − 1   |
| 22 | Singapore           | 14 december 2021 | Zuidoost-Azië Cup 2020          | Filipijnen − Thailand | 1 − 2   |
| 23 | Pathum Thani        | 26 december 2022 | Zuidoost-Azië Cup 2022          | Thailand − Filipijnen | 4 − 0   |
| 24 | Songkhla            | 11 oktober 2024  | Vriendschappelijk               | Thailand − Filipijnen | 3 − 1   |
| 25 | Manilla             | 27 december 2024 | Zuidoost-Azië Cup 2024          | Filipijnen − Thailand | 2 − 1   |
| 26 | Bangkok             | 30 december 2024 | Zuidoost-Azië Cup 2024          | Thailand − Filipijnen | 3 − 1   |

## Samenvatting
| Competitie                 | Totaal gespeeld | Winst Filipijnen | Gelijk | Winst Thailand | Doelsaldo Filipijnen – Thailand |
| -------------------------- | --------------- | ---------------- | ------ | -------------- | ------------------------------- |
| Zuidoost-Azië Cup          | 14              | 1                | 2      | 11             | 8 − 34                          |
| Zuidoost-Aziatische Spelen | 3               | 0                | 0      | 3              | 2 − 22                          |
| Vriendschappelijk          | 9               | 2                | 0      | 7              | 5 − 19                          |
| Totaal                     | 26              | 3                | 2      | 21             | 15 − 75                         |

PFF · 
A-internationals · 
Filipijns vrouwenelftal
Afghanistan ·
Australië ·
Azerbeidzjan ·
Bahrein ·
Bangladesh ·
Bhutan ·
Brunei ·
Cambodja ·
China ·
Estland ·
Fiji ·
Guam ·
Hongkong ·
India ·
Indonesië ·
Irak ·
Iran ·
Israël ·
Japan ·
Jemen ·
Jordanië ·
Kirgizië ·
Koeweit ·
Laos ·
Libanon ·
Macau ·
Malediven ·
Maleisië ·
Mongolië ·
Myanmar ·
Nepal ·
Noord-Korea ·
Oezbekistan ·
Oman ·
Oost-Timor ·
Pakistan ·
Palestina ·
Papoea-Nieuw-Guinea ·
Qatar ·
Singapore ·
Sri Lanka ·
Syrië ·
Tadzjikistan ·
Taiwan ·
Thailand ·
Turkmenistan ·
Verenigde Arabische Emiraten ·
Vietnam ·
Zuid-Korea ·
Zuid-Vietnam
FAT · A-internationals · Bondscoaches · Statistieken · Thais vrouwenelftal · Thailand U21 · Thailand U20 · Thailand U19 · Thailand U18 · Thailand U17
1950 – 1959 · 
1960 – 1969 · 
1970 – 1979 · 
1980 – 1989 · 
1990 – 1999 · 
2000 – 2009 · 
2010 – 2019 ·
2020 − 2029
Asian Cup 1972 ·
Asian Cup 1992 · 
Asian Cup 1996 · 
Asian Cup 2000 · 
Asian Cup 2004 · 
Asian Cup 2007
OS 1956 · 
OS 1968
1956 · 
1957 · 
1958 · 
1959 · 
1960 · 
1961 · 
1962 · 
1963 · 
1964 · 
1965 · 
1966 · 
1967 · 
1968 · 
1969 · 
1970 · 
1971 · 
1972 · 
1973 · 
1974 · 
1975 · 
1976 · 
1977 · 
1978 · 
1979 · 
1980 · 
1981 · 
1982 · 
1983 · 
1984 · 
1985 · 
1986 · 
1987 · 
1988 · 
1989 · 
1990 · 
1991 · 
1992 · 
1993 · 
1994 · 
1995 · 
1996 · 
1997 · 
1998 · 
1999 · 
2000 · 
2001 · 
2002 · 
2003 · 
2004 · 
2005 · 
2006 · 
2007 · 
2008 · 
2009 · 
2010 · 
2011 · 
2012 · 
2013 ·
2014 ·
2015 ·
2016 ·
2017 ·
2018 ·
2019 ·
2020 ·
2021 ·
2022 ·
2023
Afghanistan ·
Australië ·
Bahrein ·
Bangladesh ·
Bhutan ·
Brazilië ·
Brunei ·
Bulgarije ·
Cambodja ·
China ·
Congo-Brazzaville ·
Denemarken ·
Duitsland ·
Egypte ·
Estland ·
Faeröer ·
Filipijnen ·
Finland ·
Gabon ·
Georgië ·
Ghana ·
Hongkong ·
India ·
Indonesië ·
Irak ·
Iran ·
Israël ·
Japan ·
Jemen ·
Jordanië ·
Kameroen · 
Kazachstan ·
Kenia ·
Kirgizië ·
Koeweit ·
Laos ·
Letland ·
Libanon ·
Liberia ·
Libië ·
Liechtenstein ·
Luxemburg ·
Macau ·
Malediven ·
Maleisië ·
Malta ·
Marokko ·
Myanmar ·
Nederland ·
Nepal ·
Nieuw-Zeeland ·
Nigeria ·
Noord-Ierland ·
Noord-Korea ·
Noorwegen ·
Oezbekistan ·
Oman ·
Oost-Timor ·
Pakistan ·
Palestina ·
Papoea-Nieuw-Guinea ·
Polen ·
Qatar ·
Saoedi-Arabië ·
Singapore ·
Slowakije ·
Sri Lanka ·
Suriname ·
Syrië ·
Taiwan ·
Tadzjikistan ·
Trinidad en Tobago ·
Turkmenistan ·
Uruguay ·
Verenigde Arabische Emiraten ·
Verenigde Staten ·
Vietnam ·
Zuid-Afrika ·
Zuid-Korea ·
Zuid-Vietnam ·
Zweden